# Сімкайло Григорій
Григорій Сімкайло (16 вересня 1955, Караганда, Казахська РСР — 22 лютого 2012, Надвірна, Україна) — митрофорний протопресвітер Коломийсько-Чернівецької єпархії Української греко-католицької церкви, рідний брат Правлячого Архієрея Коломийсько-Чернівецької єпархії владики Миколи (Сімкайла).

## Життєпис
Отець митрат Григорій Сімкайло народився 16 вересня 1955 року в Караганді (Казахстан) в сім'ї Михайла та Анни, де відбували заслання його батьки за участь в УПА.
У 1963 році батьки повернулися в Україну і о. Григорій вступив до Підпечарської восьмирічної школи, яку закінчив у 1969 році.
У 1963–1969 роках навчався в Угорницькій середній школі. Відтак вступив до Івано-Франківського технічного училища (до жодного вищого навчального закладу як син націоналістів не міг вступити), який закінчив у 1973 році.
Родина Сімкайлів була близько знайомою з єпископом, тоді підпільної, Української греко-католицької церкви Павлом (Василиком), який часто відправляв Богослужіння в їхній хаті.
Бачачи ревність у духовному житті Миколи та Григорія, Владика Павло ознайомив їх зі становищем УГКЦ і запропонував стати священиками. З того часу, до і після виконання військового обов'язку, брати почали наполегливо студіювати богословські науки в підпільній духовній семінарії.

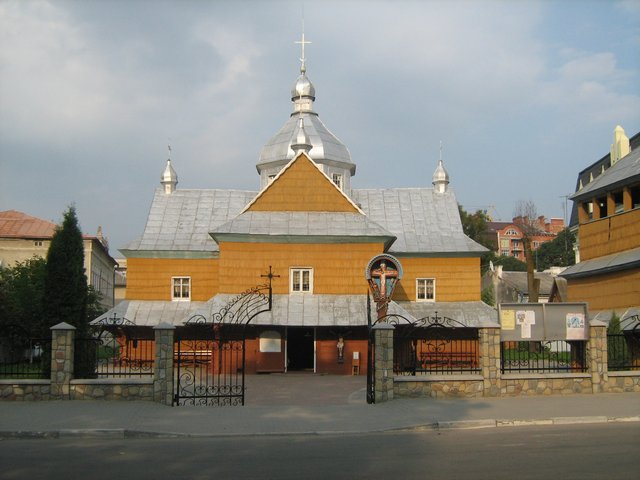
Церква Воздвиження Чесного Хреста УГКЦ в м. Надвірна («Стара» церква, перенесена з Манявського скиту)

14 травня 1974 року в с. Підпечари під час Божественної Літургії Владика Павло (Василик) уділив Григорію дияконські і священичі свячення. У той момент розпочався тернистий шлях підпільного священика: переважно вночі їздив по станицях УГКЦ Івано-Франківської, Тернопільської та Львівської областей, несучи людям Боже Слово, відправляючи Святі Літургії, уділяючи Святі Тайни.
4 серпня 1987 року о. Григорій у складі групи українського духовенства, ченців, черниць і мирян на чолі з Преосвященним Владикою Кир Павлом Василиком заявили на весь світ про вихід із підпілля. Заява була направлена Святішому Отцеві Іванові Павлові II, Папі Римському; копія — Президентові Михайлові Горбачову. З єпископів заяву підписав тільки владика Павло (Василик).

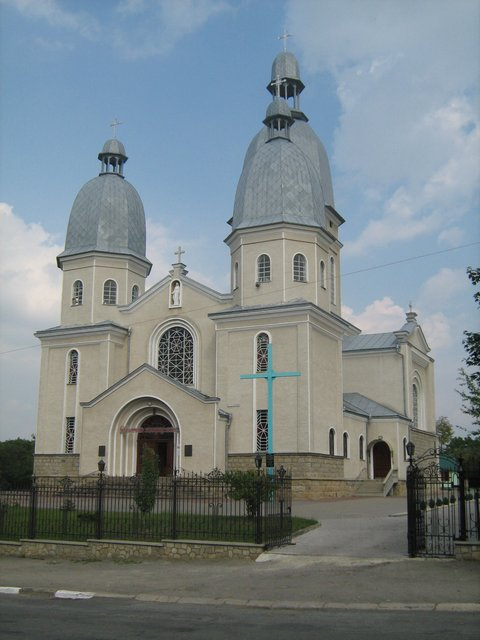
Церква Благовіщення Пречистої Діви Марії УГКЦ

Отець Григорій був членом делегації в складі єпископів Павла (Василика), Софрона (Дмитерка), Филимона (Курчаби), священників Ігоря (Возьняка) (нині митрополит Львівський), Володимира (Війтишина) (нині митрополит Івано-Франківський), Тараса (Сеньківа) (нині апостольський адміністратор Стрийської єпархії та багатьох віруючих, яка прибула 16 травня 1989 року, напередодні З'їзду народних депутатів СРСР, у Москву, щоб зустрітися з Президією Верховної Ради СРСР.
Після того як представники влади 17 травня не з'явилися на призначену зустріч, єпископи й священники у Москві почали голодування, яке привернуло увагу іноземних телевізійних медіа і потрапило на перші шпальти газет. 18 травня делегацію прийняв представник Президії ВР СРСР, якому передали звернення до М.Горбачова. Після від'їзду делегації, різні групи греко-католиків (в їх числі і о. Григорій) по черзі проводили голодування протягом 4 місяців. Ці голодування супроводжувалися публічними молитвами та агітацією українських делегатів З'їзду народних депутатів СРСР, четверо з яких безуспішно намагалися підняти питання легалізації УГКЦ на сесіях Ради. Діяльність українських греко-католиків в Москві привернула увагу не лише міжнародної громадськості, але й отримала підтримку російських православних дисидентів і демократичних кіл. Але найбільшим досягнення голодувальників у Москві стало прихильне висвітлення подій реформаторською газетою «Московские новости». Уперше газета піддала сумніву офіційну радянську версію про «об'єднання уніатів» і звинуватила Російську православну церкву в підтримці репресивних методів Сталіна щодо прихильників Греко-Католицької Церкви.
Своє священниче служіння на парохії розпочав 11 лютого 1990 року в церкві Воздвиження Чесного Хреста м. Надвірна.
З 1994 по 2005 роки виконує високий уряд генерального вікарія при Коломийсько-Чернівецькій єпархії УГКЦ.
У 1994 році о. Григорій призначений настоятелем церкви Благовіщення Пречистої Діви Марії м. Надвірна, яка була зведена за великими стараннями священнослужителя. У 2011 році означений храм піднесений до гідності Прокатедрального собору.
У 1996 році успішно завершує навчання на богословському факультеті Івано-Франківської теологічної академії греко-католицької церкви.
З 1998 по 2009 рік виконує уряд директора благодійного фонду «Карітас» Коломийсько-Чернівецької єпархії УГКЦ і залишається його почесним директором.
1999 року при Архікатедральному соборі Святого Юра іменований Блаженної пам'яті Предстоятелем УГКЦ Мирославом Іваном (Любачівським) митрофорним протопресвітером з правом носити митру, нагрудний хрест і набедреник.
Декретом від 4 лютого 2002 року Блаженної пам'яті владика Павло (Василик) призначив митрофорного протопресвітера деканом Надвірнянським. Цей уряд о. Григорій сповняв до останніх хвилин свого життя, яке після важкої хвороби обірвалося 22 лютого 2012 року.